# Šaj
Šaj (hebrejsky ש״י‎, zráceno z שירות ידיעות‎ Šerut jedi'ot – informační služba) byla zpravodajskou službou Hagany. Vznikla v září 1940 a zanikla v červnu 1948, kdy byla rozpuštěna a nahrazena zpravodajskou službou Šerut ha-modi'in.

## Struktura organizace
Struktura Šaje dosáhla definitivní podoby zhruba v roce 1942. Organizace podléhala přímo vedení Hagany a vnitřně byla rozdělena na tři části:
Interní odděleníodpovídalo za kontrašpionáž, obvykle se zabývalo zejména ostatními židovskými skupinami (Lechi, Irgun, komunisté), ochranou osob a zpravodajskou ochranou struktur a sítí Hagany.
Politické odděleníodpovídalo za infiltraci a špionáž v oblasti britské správy a ozbrojených sil.
Arabské odděleníprovádělo infiltraci a špionáž mezi arabským obyvatelstvem Palestiny.
Kromě těchto základních činností prováděla Šaj i některé další činnosti – pomáhala obstarávat zbraně či prováděla zvláštní operace v zahraničí, nicméně rozhodně nešlo o její hlavní činnost – spíše to byly improvizace využívající příležitosti, byly-li a stálo-li riziko za to. Skutečnost byla prostě taková, že Šaj se nacházela prakticky pouze na území Palestiny a nikde jinde.
Největším problémem Šaj byl nedostatek financí. Musela se omezit na lidi pracující z přesvědčení či takové, kteří se spokojili s platem v podobě nějaké služby, kterou jim Šaj mohla zařídit. Výsledkem byl samozřejmě nedostatek agentů a příliš řídká a improvizovaná síť s ještě nedostatečnějším zázemím. To byly také hlavní příčiny konečného selhání Šaje během roku 1948 při snaze předpovídat akce arabské strany, které nakonec vedlo k rozpuštění Šaje a jeho nahrazení novou a jinak koncipovanou službou s vyšším rozpočtem.

## Historie a významné počiny organizace
V roce 1944 vydala Šaj knihu Te'udot u-dmujot (česky Dokumenty a osobnosti) - zpracovanou sbírku dokumentů, materiálů a dopisů ukořistěných od Arabů v letech 1936–1939, jejímž cílem bylo shrnout, analyzovat a vysvětlit plány a motivy nepřátel a zprostředkovat je významným členům a vůdčím osobnostem Hagany.
Ve stejné době získala pravidelný přístup k většině šifer používaných britskou správou a jejími vojenskými jednotkami. Krátce poté se ji podařilo zřídit trvalou centrálu odposlouchávající telefonní hovory jdoucí přes Jeruzalémskou telefonní ústřednu.
V letech 1945–1948 vytvořila Šaj sborník informací, v němž bylo přesně popsáno přes 600 z 800 vesnic, osad a měst Palestiny - byla to sbírka velice důležitých informací doplněných normálními i leteckými fotografiemi. V roce 1948 jej doplnila o mapy, když její agenti pronikli do britského archivu v Tel Avivu a ofotografovali kompletní soubory tajných vojenských map.
V červnu roku 1946 získala služba plány akce „Hromadný útok“, při němž hodlala britská správa během jediného dne pozatýkat 5000 nejvýznamnějších členů Hagany. Akce Britů skončila naprostým fiaskem. Britský důstojník, který dokumenty předal, si namísto peněz jako odměnu vyžádal bezpečný pokoj, ve kterém by se mohl nenápadně scházet se svojí židovskou přítelkyní.
V roce 1948 zakotvil kvůli problémům s motorem v jihoitalském přístavu Bari parník Lino vezoucí zásilku zbraní z Československa do Sýrie. Evropská sekce Šaj společně s Mosad le-alija Bet a týmem Palmach pro demoliční práce pod vodou vytvořili plán na potopení lodi. 10. dubna klesl parník Lino po výbuchu přísavné miny ke dnu. Syřané ale zorganizovali záchrannou operaci, při které byly zbraně vyzvednuty, vyčištěny a uloženy Bari ve skladišti. Poté najali loď s italskou posádkou a přes Bejrút se zbraně pokoušeli dostat do Sýrie. Po cestě se ale lodi zmocnili izraelští agenti. Několik hodin na to se objevila izraelská plavidla a zbraně a posádku přeložila. Zbraně byly později použity izraelskou armádou na jeruzalémské frontě.
Přes všechny úspěchy a schopnosti agentů a vedoucích pracovníků se během konfliktů v roce 1948 se ukázalo, že Šaj na svou práci nestačí. Haganu a rodící se stát ponejvíce zklamala neschopnost tajné služby proniknout do vedení ozbrojených sil nepřátel a provádět vojenskou špionáž a prudký pokles výkonnosti v politické špionáži po propuknutí bojů. Důvody jsou již uvedeny výše. Neschopnost služby předvídat nepokoje v roce 1947, podtržená tím, že v roce 1948 nedokázala včas zaregistrovat syrská vojska rozmisťující se okolo hranic Palestiny, byla smutným dokladem toho, že za málo peněz je jen málo muziky. Aparát Šaj se za válečných podmínek v podstatě zhroutil. Přesto i v letech 1947–1948 dosáhl některých zajímavých úspěchů.
V lednu 1948 nahrál celou sérii zpravodajsky velice cenných telefonních rozhovorů mezi Husajnem Chalidim a muftím Hadž Aminem al-Husajním.
V polovině března odhalila itinerář konvoje zbraní směřujícího z Bejrútu do Palestiny - konvoj byl jednotkami Hagany napaden a zničen, při jeho obraně padl velitel arabských milicí v Haifě Muhammad ibn Hammad al-Hunajtí.

## Šéfové Šaje
- David Šaltiel (1940–1942)
- Jisrael Zavlodovski (1942–1947)
- Iser Har'el (1947–1948)